# Naga (Camarines Sur)
Naga (bik. Ciudad nin Naga, ilo. Ciudad ti Naga, tag. Lungsod ng Naga) – miasto na Filipinach w regionie Bicol, w południowo-wschodniej części wyspy Luzon, na półwyspie Camarines. W 2010 roku liczyło 174 931 mieszkańców.
W mieście rozwinął się przemysł spożywczy oraz cementowy. Funkcjonuje tu również port lotniczy Naga.